# Cryptorhopalum distichia
Cryptorhopalum distichia är en skalbaggsart som beskrevs av William James Beal 1985. Cryptorhopalum distichia ingår i släktet Cryptorhopalum och familjen ängrar. Inga underarter finns listade i Catalogue of Life.